# Haldarsvík
Haldarsvík es un pequeño pueblo situado en la costa noreste de Streymoy, en las Islas Feroe. Pertenece al municipio de Sundini. Entre muchos feroeses es conocido simplemente como Vík.
En el centro del pueblo hay una pequeña cascada.
La iglesia de Haldarsvík, construida en piedra, se remonta al año 1856. Fue consagrada por Venceslaus Ulricus Hammershaimb y es la única iglesia octogonal en las Islas Feroe. El retablo también es característico. Representa La Última Cena, dónde los rostros de los Apóstoles se sustituyen por los rostros de las figuras públicas de las Islas Feroe.
El pueblo perteneció primero al municipio de la Parroquia de Norðstreymoy, y a partir de 1913 fue el centro administrativo del municipio de Haldarsvík y Saksun. Este municipio fue dividido en 1944 en Saksun y Haldarsvík. Este último, que incluía además de Haldarsvík los poblados de Tjørnuvík y Langasandur, se integró con el municipio de Sundini en 2005.

## Personas célebres
- Andrass Samuelsen (1873-1954). Primer primer ministro de las Islas Feroe.